# Fluid

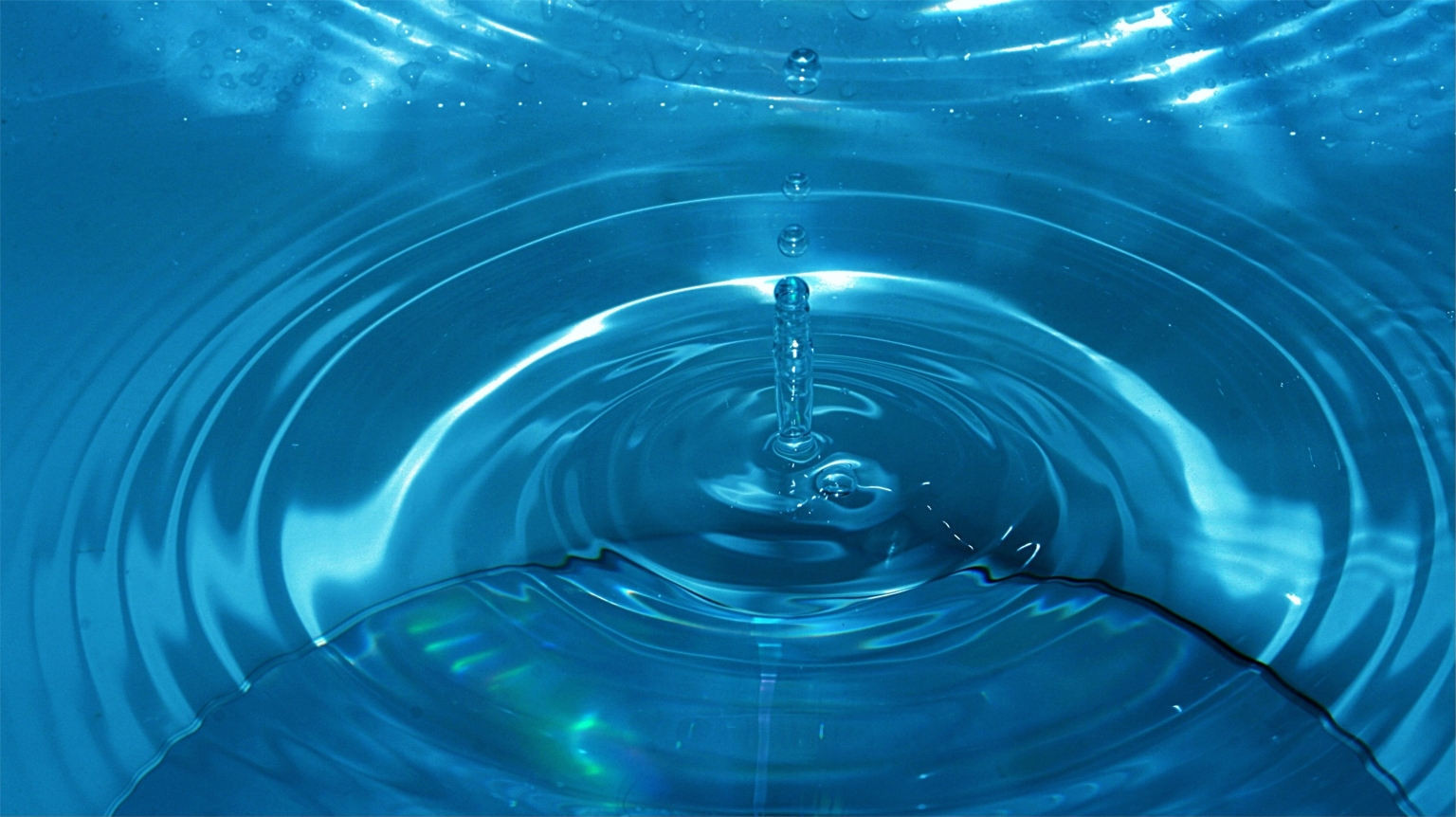
L'aigua i l'aire són dos dels fluids més habituals

Un fluid és una substància que es pot deformar amb facilitat; a diferència d'un sòlid, quan s'hi aplica un esforç tangencial, i per petit que aquest sigui, sempre apareixerà una deformació en forma de gradient de velocitats. El coeficient de proporcionalitat entre la causa i l'efecte és allò que coneixem per coeficient de viscositat. Les substàncies que es poden considerar fluids són els líquids i els gasos.
A més, en el si d'un fluid es compleix la condició d'adherència, és a dir, dues partícules de fluid en contacte tenen la mateixa velocitat. Pel mateix motiu, la velocitat d'una partícula de fluid en contacte amb qualsevol sòlid serà la mateixa que la pròpia del contorn.
Per tal de caracteritzar un fluid s'utilitzen les següents variables:
- Densitat
- Volum específic
- Pes específic

A més, el concepte de viscositat permet realitzar una classificació dels fluids segons es comporten aquestos en el seu moviment.

## Característiques
- La posició relativa de les seves molècules pot canviar de forma abrupta.
- Tots els fluids són compressibles en cert grau. Tanmateix, els líquids són fluids igual que els gasos.
- Tenen viscositat, encara que en els gasos és molt menor que en els líquids.

## Classificació
Els fluids es poden classificar d'acord amb diferents característiques que presenten en:
- Newtonians
- No newtonians

O també a:
- Líquids
- Gasos

Fins i tot el plasma pot arribar a modelar-se com un fluid, encara que aquest contingui càrregues elèctriques.

## Propietats
Les propietats d'un fluid són les que defineixen el comportament i característiques del mateix tant en repòs com en moviment. Existeixen propietats primàries i propietats secundàries del fluid.

### Propietats primàries
Propietats primàries o termodinàmica s:
- Pressió
- Densitat
- Temperatura
- Energia interna
- Entalpia
- Entropia
- Calors específics
- Viscositat

### Propietats secundàries
Caracteritzen el comportament específic dels fluids.
- Viscositat
- Conductivitat tèrmica
- Tensió superficial
- Compressió

## Moviment
Encara que en veritat els fluids no es mouen. D'aquesta manera, les variables d'estat del material, com ara la pressió, la densitat i la velocitat poden ser considerades com funcions contínues l'espai i del temps, conduint naturalment a la descripció del material com un medi continu.
En dividir la longitud del recorregut lliure mitjana de les molècules per la longitud característica del sistema, s'obté un nombre adimensional anomenat nombre de Knudsen. Calculant el nombre de Knudsen és fàcil saber quan pot descriure el comportament de líquids i gasos mitjançant les equacions de la dinàmica dels fluids. En efecte, si el nombre de Knudsen és menor a la unitat, la hipòtesi del continu podrà ser aplicada; si el nombre de Knudsen és similar a la unitat o major, s'ha de recórrer a les equacions de la mecànica estadística per descriure el comportament del sistema.
És per això que la regió de nombres de Knudsen propers o majors a la unitat es denomina també regió de gasos rars.

## Viscositat
La viscositat d'un fluid representa la resistència que presenta aquest a fluir. La viscositat és una propietat de tots els fluids, tant líquids com gasos, si bé en els últims el seu efecte és gairebé menyspreable. Per exemple, l'aigua té molt baixa viscositat, ja que si per exemple la tirem sobre una taula, a l'instant s'escampa. En canvi la llet condensada té molta viscositat, ja que quan la tirem sobre la taula se sol concentrar i no tendeix a fluir massa.

## Fluïdesa
La fluïdesa d'un fluid és el contrari de la viscositat, representa la facilitat que presenta aquest a fluir. La fluïdesa és una propietat de tots els fluids, tant líquids com gasos, si bé en els últims el seu efecte és difícil d'apreciar. Per exemple, l'aigua té molta fluïdesa, ja que si per exemple la tirem sobre una taula, a l'instant s'escampa. En canvi, la mel té molt poca fluïdesa, ja que quan la tirem sobre la taula se sol concentrar i no tendeix a fluir massa.